# George Voskovec
George Voskovec, nato Jiří Wachsmann e noto anche come Jiří Voskovec, (Sázava, 19 giugno 1905 – Pearlblossom, 1º luglio 1981), è stato un attore cecoslovacco naturalizzato statunitense.

## Biografia
Dopo aver studiato a Praga e a Digione, si trasferisce negli Stati Uniti dove viene naturalizzato statunitense nel 1955. Due anni dopo interpreta il ruolo dell'orologiaio immigrato in America nel film La parola ai giurati, dove recita in inglese con l'accento straniero propriamente adatto per quel ruolo.

## Filmografia

### Cinema
- Pohádka máje, regia di Karl Anton (1926)
- Paní Katynka z Vajecného trhu, regia di Václav Kubásek (1929)
- Penize nebo zivot, regia di Jindrich Honzl (1932)
- Pudr a benzin, regia di Jindrich Honzl (1932)
- Tiremmolla, regia di Martin Frič (1934)
- Svet patrí nám, regia di Martin Fric (1937)
- Tutto può accadere (Anything Can Happen), regia di George Seaton (1952)
- Trinidad (Affair in Trinidad), regia di Vincent Sherman (1952)
- L'amante di ferro (The Iron Mistress), regia di Gordon Douglas (1952)
- La parola ai giurati (12 Angry Men), regia di Sidney Lumet (1957)
- I 27 giorni del pianeta Sigma (The 27th Day), regia di William Asher (1957)
- Uncle Vanya, regia di John Goetz e Franchot Tone (1957)
- Bravados (The Bravados), regia di Henry King (1958)
- Il paradiso dei barbari (Wind Across the Everglades), regia di Nicholas Ray (1958)
- Venere in visone (BUtterfield 8), regia di Daniel Mann (1960)
- Hamlet, regia di Bill Colleran e John Gielgud (1964)
- La spia che venne dal freddo (The Spy Who Came in from the Cold), regia di Martin Ritt (1965)
- Una donna senza volto (Mister Buddwing), regia di Delbert Mann (1966)
- The Desperate Ones, regia di Alexander Ramati (1967)
- Lo strangolatore di Boston (The Boston Strangler), regia di Richard Fleischer (1968)
- The Iceman Cometh, regia di John Frankenheimer (1973)
- L'uomo sull'altalena (Man on a Swing), regia di Frank Perry (1975)
- Ovunque nel tempo (Somewhere in Time), regia di Jeannot Szwarc (1980)
- Barbarosa, regia di Fred Schepisi (1982)

### Televisione
- General Electric Theater – serie TV, episodio 3x31 (1955)
- The Further Adventures of Ellery Queen – serie TV, episodio 1x21 (1959)
- Johnny Staccato (Johnny Staccato) – serie TV, episodio 1x26 (1960)
- The Nurses – serie TV, episodio 1x29 (1963)
- Missione segreta (Espionage) – serie TV, episodio 1x12 (1964)
- Sotto accusa (Arrest and Trial) – serie TV, episodio 1x24 (1964)
- Hawk l'indiano (Hawk) – serie TV, episodio 1x15 (1966)
- I giorni di Bryan (Run for Your Life) – serie TV, episodi 2x16-2x17 (1967)
- Nero Wolfe – serie TV, 14 episodi (1981)

## Doppiatori italiani
Nelle versioni in italiano delle opere in cui ha recitato, George Voskovec è stato doppiato da:
- Antonio Battistella ne I 27 giorni del pianeta Sigma
- Manlio Busoni in La parola ai giurati
- Diego Michelotti in Nero Wolfe